# شفق‌لی
شفق‌لی (به لاتین: Şəfəqli) یک منطقه مسکونی در جمهوری آذربایجان است که در شهرستان یاردیملی واقع شده‌است. شفق‌لی ۱۸۶۵ نفر جمعیت دارد.